# Castillo de Stora Wäsby
El Castillo de Stora Wäsby es una mansión en Upplands Väsby, Suecia.

## Historias
Stora Wäsby es una finca que data de la Edad Media. En 1730, Stora Wäsby se convirtió en fideicomiso dentro de la familia De Geer. El edificio principal es una casa de piedra de dos pisos en arquitectura rococó. La mansión fue construida en la década de 1760 según los dibujos del arquitecto Carl Hårleman (1700-1753) pero fue completada bajo la dirección del arquitecto Jean Eric Rehn (1717-1793) tras la muerte de Hårleman. Adyacente a la mansión se encuentra el parque barroco, que fue diseñado en el siglo XVII. Durante al década de 1920, el arquitecto Isak Gustaf Clason trabajó en Stora Väsby para llevar a cabo la renovación del interior y el exterior. Stora Wäsby consiste de unos diez edificios, todos ellos catalogados.